# Frampton Cotterell
Frampton Cotterell – wieś w Anglii, w hrabstwie ceremonialnym Gloucestershire, w dystrykcie (unitary authority) South Gloucestershire. Leży nad rzeką Frome, 13 km na północny wschód od miasta Bristol i 163 km na zachód od Londynu. W 2001 miejscowość liczyła 6800 mieszkańców.